# Sanaz Bagheri
Sanaz Bagheri (ca. 1988) is een in Nederland woonachtige Iraanse politiek cartoonist. Haar werk kenmerkt zich door een kritische kijk op de islamitische republiek van Iran, waarbij ze zich uitspreekt tegen de schending van mensenrechten in het algemeen en vrouwenrechten en vrijheid van meningsuiting in het bijzonder. Bagheri kreeg internationale bekendheid toen een van haar spotprenten over de Iraanse religieus leider Khamenei in de januari 2023-editie van het satirische tijdschrift Charlie Hebdo verscheen.

## Levensloop
Bagheri heeft het cartoontekenen autodidactisch geleerd. Het gebrek aan vrijheid van meningsuiting heeft echter haar tekenwerk gehinderd: slechts drie van haar cartoons waren in Iran gepubliceerd toen het te gevaarlijk werd hiermee door te gaan. Ze woonde in Isfahan en was actief in de toeristische sector  toen Bagheri in 2019 met haar man het land ontvluchtte.
Ze vroegen asiel aan in Nederland en vestigden zich in Amstelveen. In Nederland is Bagheri sindsdien aan de slag als professioneel cartoonist. Hoewel ze zich hier veilig waant, ontvangt ze doodsbedreigingen, vermoedelijk om de anti-regime spotprenten die ze maakt. Aangenomen wordt dat deze van de cybertak van de Iraanse Revolutionaire Garde komen.

## Cartoons
Bagheri's werk geeft een kritische kijk op het beleid van het islamitische republiek van Iran jegens de mensenrechten, in het bijzonder de vrouwenrechten en vrijheid van meningsuiting. De cartoons zijn haar protest tegen het regime aldaar.
Enkele cartoons, veelal met begeleidende tekst, van haar hand:
- Afkari borthers [sic.] (16 juli 2021)[12][13]
- Een spotprent over Mahsa Amini, wiens dood in 2022 het startsein voor de protesten in Iran was.[14][15]
- For Nika Shakarami (5 oktober 2022); een cartoon ter nagedachtenis van Nika Shakarami.[16]
- Dictatorship's last efforts for survival (11 December 2022); de spotprent over religieus leider Khamenei die verscheen in de januari 2023-editie van Charlie Hebdo.[17][2] De ophanging van Mohsen Shekari en Majidreza Rahnavard was de aanleiding van deze prent,[7] dat volgens Bagheri symbool staat voor de protesten die sinds 2022 in Iran gaande zijn: "Khamenei probeert aan de macht te blijven door mensen bang te maken, demonstranten te vermoorden en de bevolking van hun vrijheid te beroven. Maar dat gaat hem uiteindelijk niet lukken. Hij zal door zijn eigen toedoen verdrinken in een zee van bloed."[9]
- Topple the regime (12 december 2022); een spotprent met een standbeeld van religieus leider Khamenei die door een strop om zijn armen gewikkeld een bebloede afgrond ingetrokken wordt.[18]